# Pablo Casas Padilla
Pablo Casas Padilla (* Barrios Altos, Lima, 13 de marzo de 1912 - † Lima, 16 de enero de 1977), fue un destacado compositor peruano, considerado uno de los 10 mejores compositores de música criolla peruana.

## Biografía
Nació el 13 de marzo de 1912 en la Calle Sequión, que era una calle extensa que comprende a las actuales seis cuadras del Jirón Huari, en los Barrios Altos de Lima. Sobrino del también compositor Nicanor Casas.
Muy joven tuvo dos hijos con la dama acombabina (Provincia de Tarma) doña Griselda Nieva Estrella, llamados María Justina y Lucio Francisco Manuel. Se desempeñaba como maestro textil cuando conoció a su musa Ana Arroyo, una trabajadora del Mercado Central, a quien el compositor le dedicara el vals Anita, con quien llegara a casarse, tuvieron 6 hijos (Pablo, Ana Águeda, Lucio Abraham, Rosa, Mercedes y Hugo Clemente), falleciendo ella a temprana edad por problemas pulmonares, dejando incluso al menor con pocos meses de nacido.
Luego de lanzar sus primeras composiciones, el afamado Felipe Pinglo lo definió como la mejor promesa de la música criolla.
A inicios de la década de los cincuenta, se muda con su familia, y su reciente esposa Luz Eloisa Navarro Gonzales (con quien tuvo 8 hijos: Victor, Judith, Linda, Juan, María, Martha, Pedro y Ricardo), a la calle Aurelio Souza en Barranco, donde se reunía con sus amigos de bohemia.
Casi a finales de dicha década fallece la esposa de su amigo Andrés Benites, quien afligido le pide que le escriba una composición, Pablo, consternado por la escena, en pocos minutos escribe sobre una servilleta el vals Juanita.
Luego de mudarse algunas veces por diferentes distritos, paso a residir en el pasaje Los Ángeles en Condevilla (en el distrito de San Martín de Porres).
Falleció en el Hospital Santo Toribio de Mogrovejo de Lima luego de un derrame cerebral que lo tuvo varios meses postrado.

## Composiciones
- Desengaño - vals (1929)
- Digna - vals
- Dos contra el mundo - vals
- Humillado - vals
- Mal proceder - vals
- Natalia - vals
- Optimo - vals
- Teresita - vals
- Tiempos pasados - vals
- Vida - vals
- Anita - vals (1936)
- Olga - vals
- Juanita - vals
- Humanidad -vals
- Un nuevo amor - vals
- Luz - vals
- Al maestro
- Ternura - vals
- Disputada Mujer - vals